# Pamela Chepchumba
Pamela Chepchumba (née le 8 mars 1979 à Kapsait) est une athlète kényane, spécialiste des courses de fond. 

## Biographie

### Carrière
En 1992, elle termine 27e de la course junior des championnats du monde de cross-country. Toujours en junior, elle se classe deuxième de l'édition suivante, à Amorebieta en Espagne.
Elle remporte le titre par équipes de la course longue lors des championnats du monde de cross-country 2001 en se classant cinquième de l'épreuve individuelle.
Elle fait l'objet d'un contrôle positif à l'EPO durant les championnats du monde de cross 2003, à Lausanne, et est suspendue deux ans par l'IAAF.
En 2007, elle permet à l'équipe du Kenya de remporter le classement par équipes des championnats du monde de course sur route, disputés sur la distance de 20 km à Udine, en Italie. Elle obtient la médaille de bronze en individuel en terminant derrière la Néerlandaise Lornah Kiplagat et l'autre Kényane Mary Keitany.
L'année suivante, elle se classe troisième de l'épreuve individuelle et deuxième de celle par équipes lors des Championnats du monde de semi-marathon de Rio de Janeiro.

## Palmarès
| Date | Compétition                               | Lieu           | Résultat | Performance               |
| ---- | ----------------------------------------- | -------------- | -------- | ------------------------- |
| 1993 | Championnats du monde de cross-country    | Amorebieta     | 2e       | Individuel junior         |
| 2000 | Championnats du monde de semi-marathon    | Veracruz       | 5e       | Individuel                |
| 2001 | Championnats du monde de cross            | Ostende        | 5e       | Individuel course longue  |
| 2001 | Championnats du monde de cross            | Ostende        | 1re      | Par équipes course longue |
| 2002 | Championnats du monde de cross            | Dublin         | 9e       | Individuel course longue  |
| 2002 | Championnats du monde de semi-marathon    | Bruxelles      | 5e       | Individuel                |
| 2007 | Championnats du monde de cross-country    | Mombasa        | 6e       | Individuel course longue  |
| 2007 | Championnats du monde de course sur route | Udine          | 3e       | Individuel                |
| 2007 | Championnats du monde de course sur route | Udine          | 1re      | Par équipes               |
| 2008 | Championnats du monde de semi-marathon    | Rio de Janeiro | 3e       | Individuel                |
| 2008 | Championnats du monde de semi-marathon    | Rio de Janeiro | 2e       | Par équipes               |

### Records
| Épreuve       | Performance     | Lieu  | Date            |
| ------------- | --------------- | ----- | --------------- |
| Semi-marathon | 1 h 8 min 6 s   | Udine | 14 octobre 2007 |
| Marathon      | 2 h 25 min 36 s | Milan | 2 décembre 2007 |